# درياس متكامل الأوراق
درياس متكامل الأوراق[بحاجة لمصدر] (الاسم العلمي:Dryas integrifolia) هو نوع من النباتات يتبع جنس الدرياس من الفصيلة الوردية.